# Georg V. (Georgien)

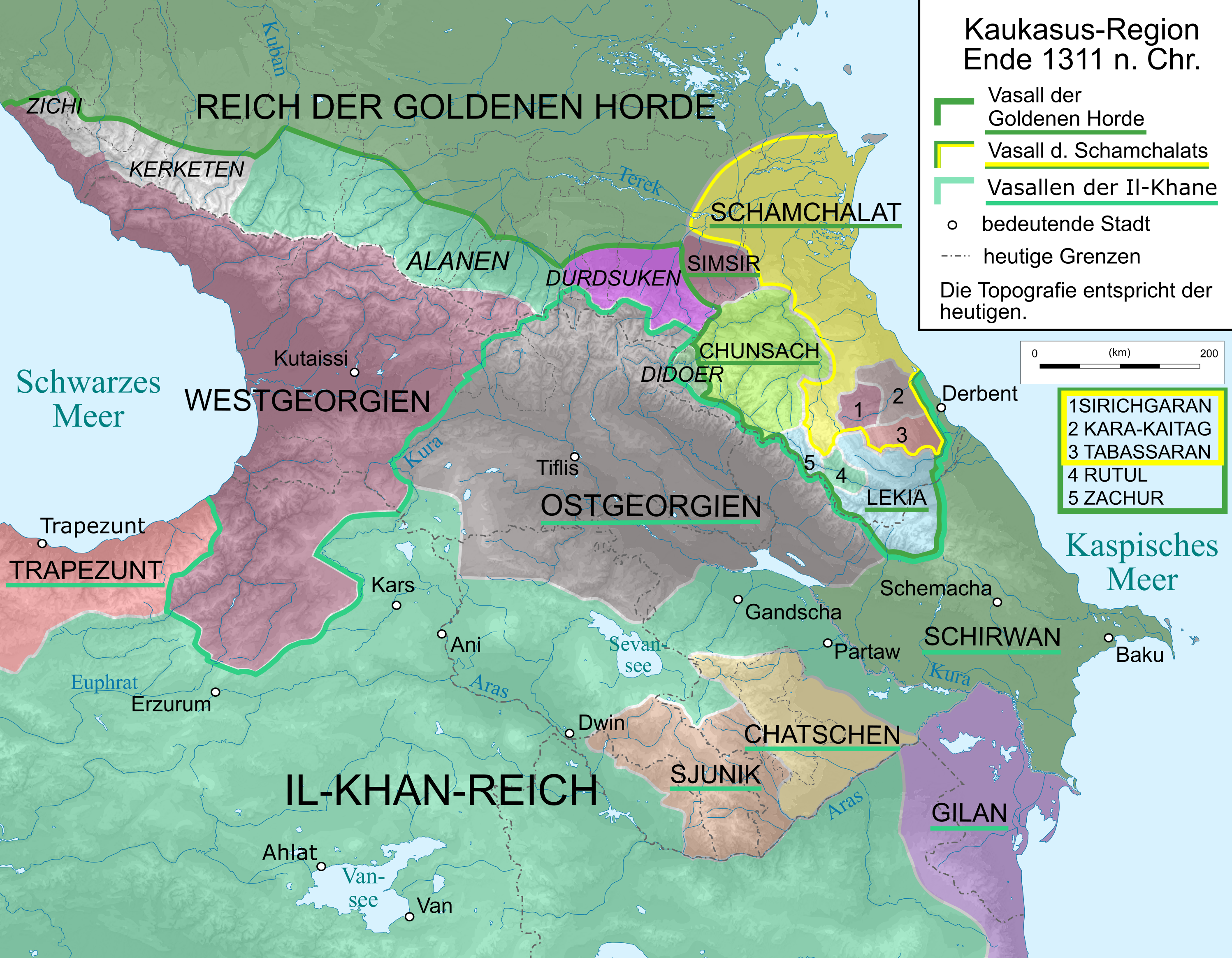
Georgien vor der Restaurierung durch Georg V.

Giorgi V. der Glänzende  (georgisch გიორგი V ბრწყინვალე; * um 1286; † 1346) war von 1297 bis 1298 und 1314 bis 1346 König von Georgien.

## Leben
Er war der jüngste Sohn Dimitris II. Als David VIII., der ältere Bruder Giorgis von den Mongolen im Jahre 1297 abgesetzt wurde, brachte ihn sein Großvater mütterlicherseits, Beka Dschakeli, der Fürst Samzches (1285–1308) nach Tiflis und ließ ihn dort zum König Ostgeorgiens krönen. Die Mongolen brauchten aber für ihre zahlreichen Feldzüge einen erwachsenen König, der die von ihnen hochgeschätzten georgischen Hilfstruppen anführen konnte. Deshalb ließen sie Giorgi bald wieder fallen und ernannten einen weiteren älteren Bruder Giorgis, Wachtang III. zum König (1298–1308).
Giorgi wuchs nun am Hofe seines Großvaters Bekas I. auf. Seine gründliche Ausbildung unter anderem auch in georgischer Geschichte erweckten in ihm den Wunsch, die Einheit des Landes wiederherzustellen und das Mongolenjoch abzuschütteln. Doch musste er sich noch bis 1310 gedulden, als er durch die Mongolen zum Regenten für seinen minderjährigen Neffen Giorgi VI. den Kleinen (1310–1314), den Sohn Davids VIII. eingesetzt wurde. Nach dessen frühem Tode wurde Giorgi zum zweiten Mal König von Ostgeorgien.
Für die Verwirklichung seiner Ziele waren günstige Voraussetzungen gegeben. Mit seinem Onkel Sargis Dschakeli, dem Fürsten Samzches (1308–1334) verband ihn eine aufrichtige Freundschaft. Dieser unterstützte in allen Belangen vorbehaltlos seinen Neffen. Auch zum Il-Chan-Hof unterhielt Giorgi freundschaftliche Beziehungen, nämlich zum Großwesir Amir Tschupan. 1319 schlugen beide einen Einfall Usbeks, des Khans der Goldenen Horde (1312–1341) zurück.
Ein Jahr darauf unterdrückten sie den Aufstand des mongolischen Militärgouverneurs in Georgien, Kurmischi. 1322/23 war Giorgis Ansehen im Vorderen Orient dermaßen gestiegen, dass es ihm der ägyptische Mamlukensultan erlaubte, eine Kirche in Jerusalem zu bauen. Mit dem Papst nahm er 1321 Beziehungen auf. 1329 wurde die katholische Kirche in Georgien gegründet.
Gemäß einem Vorschlag von D. Kldiashvili könnte die Einführung des Jerusalemkreuzes als Flagge Georgiens in seiner heutigen roten Farbe auf Georg V. zurückgehen (History of the Georgian heraldry, Parlamentis utskebani, 1997, S. 35).
Ein Jahr später besetzte Giorgi Imeretien (Westgeorgien), das seit 1259 selbständig war. König Bagrat der Kleine (1329–1372), der Enkel König David Narins (1259–1293) musste sich fortan mit dem Titel eines Fürsten begnügen. Nach dem Tode seines Onkels wurde auch das Fürstentum Samzche, das seit 1266 unabhängig war, wieder der Oberhoheit des georgischen Königs unterstellt. Damit war Georgien wieder vereinigt. Innenpolitisch gelang es dem König, den hohen Feudaladel zum Teil mit drakonischen Maßnahmen in die Schranken zu weisen.